# MiTex

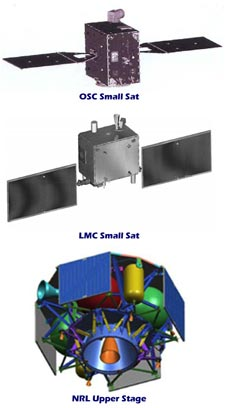

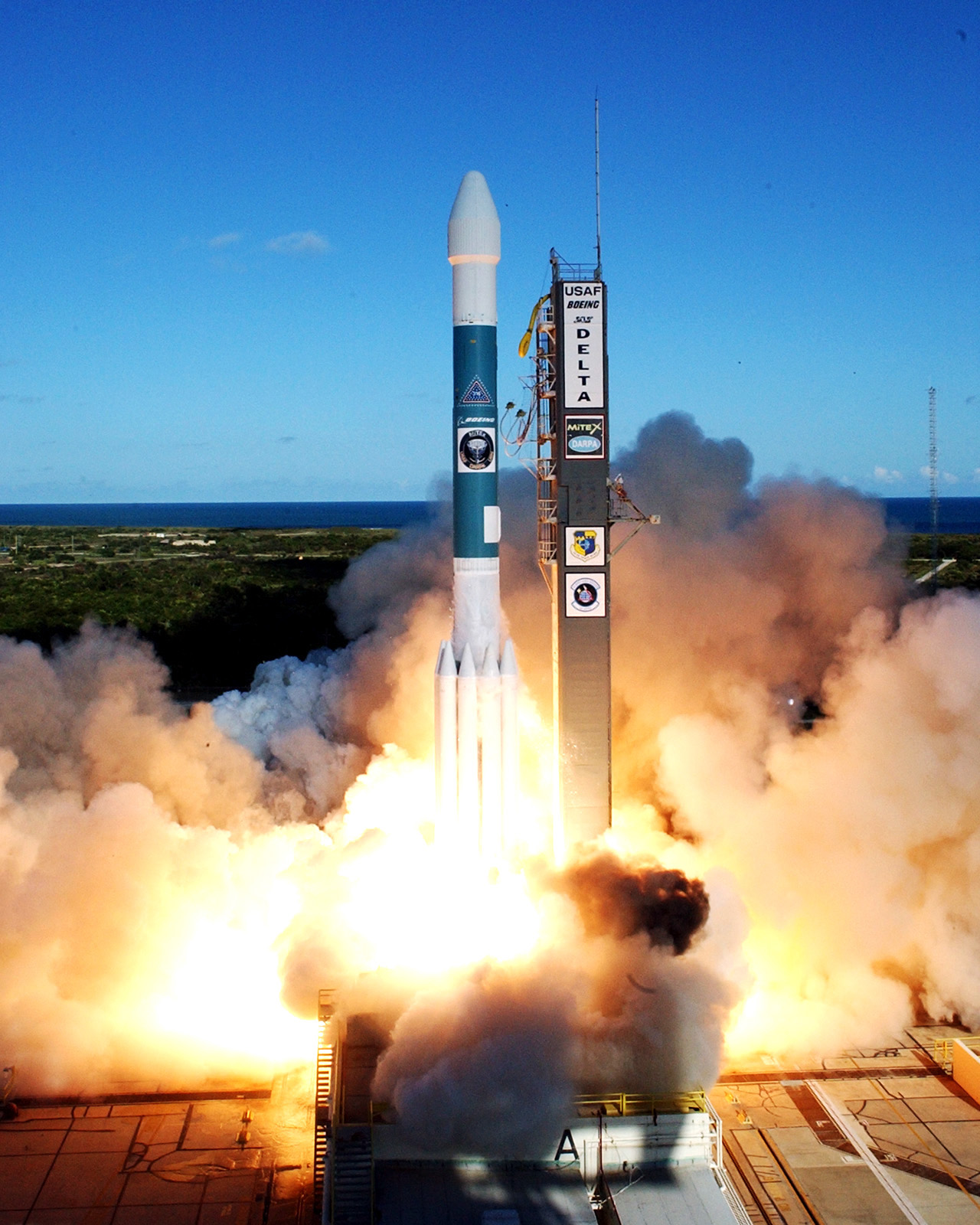
Lancement de deux satellites MiTex par une fusée Delta II le 21 juin 2006.

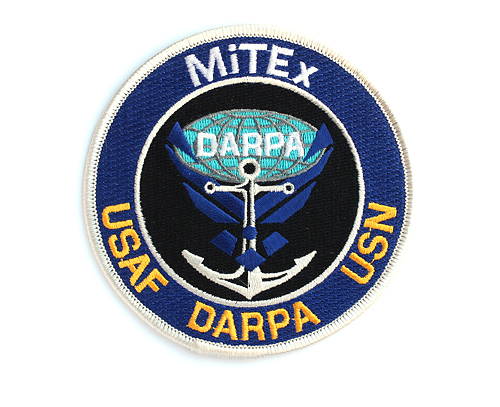
Patch de mission du MiTEx associé au DARPA

L'abréviation MiTex (pour Micro-satellite Technology Experiment) désigne une famille de micro-satellites artificiels américains mis en orbite géostationnaire dans le but de surveiller les autres satellites dans l'espace. Il s'agit donc de satellite de reconnaissance mais avec une mission d'exploration spatiale et non-terrestre.
En date de janvier 2009, leurs capacités et leur orbite sont classifiées.

## Histoire
Le 21 juin 2006, une fusée Delta 2 a mis en orbite géosynchrone une paire de MiTex pour le compte du DARPA.
Les MiTex ont initialement inspecté leur jumeau, démontrant ainsi de nouvelles capacités chez les satellites. Ils ont ensuite été redéployés sur une nouvelle orbite pour déterminer les raisons qui ont provoqué la panne d'un satellite de surveillance, le DSP 23.

## Description
L'étage supérieur a été conçu et fabriqué par NRL ; l'un des deux micro-satellites a été conçu et fabriqué par Lockheed Martin, l'autre par Orbital Sciences Corporation.